# Allarescon ochroceras
Allarescon ochroceras är en stekelart som beskrevs av John S. Noyes och Valentine 1989. Allarescon ochroceras ingår i släktet Allarescon och familjen dvärgsteklar. Inga underarter finns listade i Catalogue of Life.